# Северный сорокопут
Се́верный сорокопу́т, (лат. Lanius borealis) — достаточно крупная певчая птица из семейства сорокопутовых. Выделяют 5 подвидов. Ранее считался подвидом серого сорокопута, а в настоящее время на основании анализа митохондриальной ДНК признан отдельным видом.

## Внешний вид
Крупный сорокопут размером с дрозда-рябинника, с большой головой, короткими закруглёнными крыльями и достаточно длинным ступенчатым хвостом. Длина 23—38 см, размах крыльев 35—39 см, вес около 60—80 г. Самцы и самки имеют схожие размеры. Пестрины в верхней части тела чисто бурые, на груди и брюхе развиты отчётливые тёмные полосы. Взрослый наряд приобретается после первой весенней линьки.

## Биология
Гнезда располагаются на деревьях, реже на высоких кустах. Кладка содержит от 3 до 9 яиц. Птенцы оставляют гнездо на 20-21-й день после вылупления. 
Как и другие представители семейства, ведут хищнический образ жизни. Питается крупными насекомыми, мелкими птицами, рептилиями и млекопитающими. Крупная добыча предварительно накалывается на какой-либо острый предмет — шипы растений, колючую проволоку и т. п. После этого перед употреблением в пищу она разрывается на части с помощью клюва.

## Подвиды
Подвиды Евразии
- Lanius borealis sibiricus
- Lanius borealis bianchii
- Lanius borealis mollis
- Lanius borealis funereus

Подвиды в Северной Америке
- Lanius borealis borealis. Некоторые ученые выделяют также Lanius borealis invictus